# Roland Weill
Pour les articles homonymes, voir Weill.
Roland Weill, né le 28 décembre 1948, est un rameur d'aviron français.

## Carrière
Roland Weill participe aux Jeux olympiques d'été de 1976, terminant septième de la finale de quatre de couple.
Il est médaillé d'argent en skiff poids légers aux Championnats du monde d'aviron 1976 à Villach et en quatre de couple à Karapiro aux Championnats du monde d'aviron 1978. Il est médaillé de bronze en quatre de couple aux Championnats du monde d'aviron 1979 à Bled. 
Il participe aux Jeux olympiques d'été de 1980, terminant quatrième de la finale de quatre de couple.

## Décoration
- Chevalier de l'ordre national du Mérite (2013)